# Another Man's Wife (film 1913)
Another Man's Wife è un cortometraggio muto del 1913 diretto da Allan Dwan. Il film aveva tra gli interpreti J. Warren Kerrigan e Charlotte Burton.

## Produzione
Il film fu prodotto dall'American Film Manufacturing Company come Flying A.

## Distribuzione
Distribuito dalla Mutual Film, il film - un cortometraggio in una bobina - uscì nelle sale cinematografiche USA il 6 gennaio 1913 e in quelle britanniche il 26 febbraio 1913.